# 88A busz (Budapest)
A budapesti 88A jelzésű autóbusz a Kelenföld vasútállomás és Törökbálint, Nyár utca között közlekedik, egyes menetek a Márta utcáig meghosszabbítva járnak. A viszonylatot a MÁV Személyszállítási Zrt. üzemelteti.

## Története
1963. július 1-jén a Budaörs, MÁV-állomás – Törökbálint, Munkácsy Mihály utca útvonalú 140Y viszonylat jelzését 88-asra módosították. Innentől a 88-as járat története során többször közlekedett betétjárata 88A jelzéssel, különböző útvonalakon. 1963 decembere és 1967 legeleje között a 88-as munkaszüneti napokon csak Budaörsön, a 41-es villamos végállomásáig rövidítve járt, 1967. január 2-án ezek az indulások a 88A jelzést kapták. 1974. március 30-án a betétjárat megszűnt, a 88-as teljes üzemidőben Törökbálintig járt. 1981-ben egy rövid ideig újra járt 88A jelzéssel busz az autópálya és Kamaraerdő között, mert felüljárót építettek.
2019. május 11-én a megszűnő 758-as busz diósdi szakaszának pótlása miatt a 88-as buszt Törökbálinttól Budatétény vasútállomásig hosszabbították, korábbi útvonalán 88A jelzésű betétjáratot indítottak Kelenföld vasútállomás és Törökbálint, Nyár utca között. Útvonala a korábbi alapjárathoz képest kis mértékben változott, a legtöbb menet betér a Budaörsi Ipari és Technológiai Parkhoz, illetve a hajnali és a késő esti órákban egyes menetek Törökbálinton a Nyár utca helyett az újligeti Márta utcáig közlekednek.

## Útvonala
| Törökbálint, Nyár utca felé |
| Kelenföld vasútállomás M vá. – Koszorúslány utca – aluljáró – Budaörsi út – Budaörs, Budapesti út – Templom tér – Szabadság út – – Bánki Donát út – BITEP, forduló – Bánki Donát út – – 8102 – Törökbálint, Tó utca – Bajor Gizi utca – Köztársaság tér – Blaha Lujza utca – Kazinczy Ferenc utca – Szent István utca – Munkácsy Mihály utca (– Sváb tér – Kápolna utca – Diósdi út – Hegyalja utca – Márta utca, forduló – Hegyalja utca – Diósdi út – Kápolna utca – Sváb tér) – Géza fejedelem utca – Törökbálint, Nyár utca vá. |
| Kelenföld vasútállomás felé |
| Törökbálint, Nyár utca vá. – Géza fejedelem utca – Bajcsy-Zsilinszky utca – Tó utca – 8102 – – Budaörs, Bánki Donát út – BITEP, forduló – Bánki Donát út – – Szabadság út – Templom tér – Budapesti út – Budapest, Budaörsi út – aluljáró – Lapu utca – autópálya-bevezető – Koszorúslány utca – Kelenföld vasútállomás M vá. |

## Megállóhelyei
Az átszállási kapcsolatok között az azonos útvonalon közlekedő 88-as nincs feltüntetve.
| 88A (Kelenföld vasútállomás M ◄► Törökbálint, Nyár utca ◄► Törökbálint, Márta utca) | 88A (Kelenföld vasútállomás M ◄► Törökbálint, Nyár utca ◄► Törökbálint, Márta utca) | 88A (Kelenföld vasútállomás M ◄► Törökbálint, Nyár utca ◄► Törökbálint, Márta utca) | 88A (Kelenföld vasútállomás M ◄► Törökbálint, Nyár utca ◄► Törökbálint, Márta utca) | 88A (Kelenföld vasútállomás M ◄► Törökbálint, Nyár utca ◄► Törökbálint, Márta utca) | 88A (Kelenföld vasútállomás M ◄► Törökbálint, Nyár utca ◄► Törökbálint, Márta utca) | 88A (Kelenföld vasútállomás M ◄► Törökbálint, Nyár utca ◄► Törökbálint, Márta utca) | 88A (Kelenföld vasútállomás M ◄► Törökbálint, Nyár utca ◄► Törökbálint, Márta utca) |
| Perc (↓)                                                                            | Perc (↓)                                                                            | Megállóhely                                                                         | Perc (↑)                                                                            | Perc (↑)                                                                            | Perc (↑)                                                                            | Átszállási kapcsolatok |                                                                                     |
| ----------------------------------------------------------------------------------- | ----------------------------------------------------------------------------------- | ----------------------------------------------------------------------------------- | ----------------------------------------------------------------------------------- | ----------------------------------------------------------------------------------- | ----------------------------------------------------------------------------------- | --- | ----------------------------------------------------------------------------------- |
| 0                                                                                   | 0                                                                                   | Kelenföld vasútállomás M végállomás                                                 | 40                                                                                  | 35                                                                                  | 37                                                                                  | 1, 19, 49 8E, 40, 40B, 40E, 53, 58, 87, 87A, 101B, 101E, 108E, 141, 150, 150B, 153, 154, 172, 173, 187, 188, 188E, 250, 250B, 251, 251A, 251E, 272 689, 691, 710, 712, 715, 720, 722, 724, 725, 727, 731, 732, 734, 735, 736, 760, 762, 763, 764, 767, 770, 774, 775, 778, 779, 798, 799 S10 G10 S12 S30 G30 Z30 S34 S35 S36 S40 G40 Z40 S42 Z42 G43 G44 IC, EC, EN, sebesvonat, gyorsvonat, expresszvonat, |                                                                                     |
| 2                                                                                   | 2                                                                                   | Sasadi út                                                                           | 39                                                                                  | 34                                                                                  | 36                                                                                  | 8E, 40, 40B, 40E, 53, 87, 87A, 108E, 139, 140, 140A, 150, 150B, 153, 154, 172, 173, 187, 188, 188E, 240, 272 731, 764 1172, 1173, 1174, 1175, 1176, 1177, 1183, 1184, 1185, 1188, 1189, 1190, 1193, 1194, 1201, 1205, 1212, 1215, 1216, 1229, 1251, 1253, 1254, 1257, 1268 |                                                                                     |
| 4                                                                                   | 4                                                                                   | Nagyszeben út                                                                       | ∫                                                                                   | ∫                                                                                   | ∫                                                                                   | 8E, 87, 87A, 108E, 139, 140, 140A, 153, 154 |                                                                                     |
| ∫                                                                                   | ∫                                                                                   | Jégvirág utca                                                                       | 37                                                                                  | 32                                                                                  | 34                                                                                  | 8E, 87, 87A, 108E, 139, 140, 140A, 153, 154 |                                                                                     |
| 5                                                                                   | 5                                                                                   | Gazdagréti út                                                                       | 36                                                                                  | 31                                                                                  | 33                                                                                  | 8E, 40, 40B, 87, 87A, 108E, 139, 140, 140A, 153, 154, 188, 240 |                                                                                     |
| 6                                                                                   | 6                                                                                   | Poprádi út                                                                          | 35                                                                                  | 30                                                                                  | 32                                                                                  | 87, 87A, 140, 140A |                                                                                     |
| 7                                                                                   | 7                                                                                   | Madárhegy                                                                           | 34                                                                                  | 29                                                                                  | 31                                                                                  | 40, 40B, 140, 140A, 188, 240 |                                                                                     |
| 8                                                                                   | 8                                                                                   | Rupphegyi út                                                                        | 33                                                                                  | 28                                                                                  | 30                                                                                  | 40, 40B, 140, 140A, 188, 240 |                                                                                     |
| 9                                                                                   | 9                                                                                   | Felsőhatár utca                                                                     | 33                                                                                  | 28                                                                                  | 30                                                                                  | 40, 40B, 140, 140A, 188, 240, 289 767 |                                                                                     |
| Budapest–Budaörs közigazgatási határa                                               |                                                                                     |                                                                                     |                                                                                     |                                                                                     |                                                                                     | |                                                                                     |
| 10                                                                                  | 10                                                                                  | Tulipán utca                                                                        | 32                                                                                  | 27                                                                                  | 29                                                                                  | 40, 40B, 140, 140A, 188, 240, 289 |                                                                                     |
| 11                                                                                  | 11                                                                                  | Aradi utca                                                                          | 31                                                                                  | 26                                                                                  | 28                                                                                  | 40, 40B, 140, 140A, 188, 240, 289 |                                                                                     |
| 12                                                                                  | 12                                                                                  | Templom tér                                                                         | 29                                                                                  | 24                                                                                  | 26                                                                                  | 40, 40B, 140, 140A, 188, 240, 288, 289 767 |                                                                                     |
| 13                                                                                  | 13                                                                                  | Károly király utca                                                                  | 28                                                                                  | 23                                                                                  | 25                                                                                  | 40, 40B, 40E, 140, 140A, 188, 240, 287 |                                                                                     |
| 14                                                                                  | 14                                                                                  | Kisfaludy utca                                                                      | 27                                                                                  | 22                                                                                  | 24                                                                                  | 40, 40B, 40E, 140, 140A, 188, 240, 287, 288, 289 |                                                                                     |
| 15                                                                                  | 15                                                                                  | Kötő utca                                                                           | 26                                                                                  | 21                                                                                  | 23                                                                                  | 40, 40B, 40E, 140, 140A, 188, 240, 287 |                                                                                     |
| 16                                                                                  | 16                                                                                  | Budaörs, városháza                                                                  | 25                                                                                  | 20                                                                                  | 22                                                                                  | 40, 40B, 40E, 140, 140A, 188, 188E, 240, 287 756, 767 |                                                                                     |
| 18                                                                                  | 18                                                                                  | Gimnázium                                                                           | 23                                                                                  | 18                                                                                  | 20                                                                                  | 40, 40E, 140, 140A, 188, 188E, 240, 287 755, 756, 767 |                                                                                     |
| 19                                                                                  | 19                                                                                  | Alcsiki dűlő                                                                        | 22                                                                                  | 17                                                                                  | 19                                                                                  | 188, 188E, 289 |                                                                                     |
| 19                                                                                  | 19                                                                                  | Lejtő utca                                                                          | 21                                                                                  | 16                                                                                  | 18                                                                                  | 188, 188E |                                                                                     |
| 20                                                                                  | 20                                                                                  | Ibolya utca                                                                         | 20                                                                                  | 15                                                                                  | 17                                                                                  | 188, 188E, 288 |                                                                                     |
| 21                                                                                  | 21                                                                                  | Csiki csárda                                                                        | 19                                                                                  | 14                                                                                  | 16                                                                                  | 188, 188E, 288 |                                                                                     |
| 22                                                                                  | 22                                                                                  | Csiki tanya                                                                         | 18                                                                                  | 13                                                                                  | 15                                                                                  | 188, 188E |                                                                                     |
| 23                                                                                  | 23                                                                                  | Gyár utca                                                                           | 17                                                                                  | 12                                                                                  | 14                                                                                  | 188, 188E 767 |                                                                                     |
| 26                                                                                  | ∫                                                                                   | Budaörsi Ipari és Technológiai Park                                                 | 14                                                                                  | ∫                                                                                   | 11                                                                                  | 760, 762, 767 |                                                                                     |
| 29                                                                                  | 24                                                                                  | Tetra Pak                                                                           | 11                                                                                  | 11                                                                                  | 8                                                                                   | 760, 762 |                                                                                     |
| 30                                                                                  | 25                                                                                  | Légimentők                                                                          | 10                                                                                  | 10                                                                                  | 7                                                                                   | 272 |                                                                                     |
| Budaörs–Törökbálint közigazgatási határa                                            |                                                                                     |                                                                                     |                                                                                     |                                                                                     |                                                                                     | |                                                                                     |
| 31                                                                                  | 26                                                                                  | Törökbálint vasútállomás                                                            | 8                                                                                   | 8                                                                                   | 5                                                                                   | 172, 173, 272 756 S10 S12 |                                                                                     |
| 32                                                                                  | 27                                                                                  | Kerekdomb utca                                                                      | ∫                                                                                   | ∫                                                                                   | ∫                                                                                   | 172, 173 |                                                                                     |
| 32                                                                                  | 27                                                                                  | Köztársaság tér                                                                     | ∫                                                                                   | ∫                                                                                   | ∫                                                                                   | 172, 173 756 |                                                                                     |
| 34                                                                                  | 29                                                                                  | Idősek otthona                                                                      | ∫                                                                                   | ∫                                                                                   | ∫                                                                                   | 172, 173 756 |                                                                                     |
| 35                                                                                  | 30                                                                                  | Katona József utca                                                                  | ∫                                                                                   | ∫                                                                                   | ∫                                                                                   | 173 |                                                                                     |
| 36                                                                                  | 31                                                                                  | Zrínyi utca                                                                         | ∫                                                                                   | ∫                                                                                   | ∫                                                                                   | 173 |                                                                                     |
| 37                                                                                  | 32                                                                                  | Harangláb                                                                           | ∫                                                                                   | ∫                                                                                   | ∫                                                                                   | 140, 140B, 172, 173, 272 755 |                                                                                     |
| ∫                                                                                   | ∫                                                                                   | Vasút utca                                                                          | 6                                                                                   | 6                                                                                   | 3                                                                                   | 172, 173, 272 |                                                                                     |
| ∫                                                                                   | ∫                                                                                   | Jókai Mór utca                                                                      | 5                                                                                   | 5                                                                                   | 2                                                                                   | 172, 173, 272 |                                                                                     |
| ∫                                                                                   | ∫                                                                                   | Deák Ferenc utca                                                                    | 4                                                                                   | 4                                                                                   | 1                                                                                   | 172, 173, 272 |                                                                                     |
| 38                                                                                  | 33                                                                                  | Munkácsy Mihály utca (hősi emlékmű)                                                 | ∫                                                                                   | ∫                                                                                   | ∫                                                                                   | 140, 140B, 172, 173, 272 755 |                                                                                     |
| 39                                                                                  | 34                                                                                  | Bartók Béla utca                                                                    | ∫                                                                                   | ∫                                                                                   | ∫                                                                                   | 140, 140B, 172, 173, 272 755 |                                                                                     |
| 40                                                                                  | ∫                                                                                   | Nyár utca végállomás                                                                | 3                                                                                   | 3                                                                                   | 0                                                                                   | 172, 173, 283, 286 755 |                                                                                     |
|                                                                                     | 35                                                                                  | Diósdi út                                                                           | 2                                                                                   | 2                                                                                   |                                                                                     | 88, 272, 283 |                                                                                     |
| 36                                                                                  | Liliom utca                                                                         | 1                                                                                   | 1                                                                                   | 88, 272, 283                                                                        |                                                                                     | |                                                                                     |
| 37                                                                                  | Márta utca végállomás                                                               | 0                                                                                   | 0                                                                                   | 88, 272, 283                                                                        |                                                                                     | |                                                                                     |